# Lariscus hosei
Lariscus hosei es una especie de roedor de la familia Sciuridae.

## Distribución geográfica
Es endémica de Borneo (Indonesia y Malasia).

## Hábitat
Sus hábitats naturales son: zonas tropicales o subtropicales, de bosques áridos.

## Estado de conservación
Se encuentra amenazada de extinción por la pérdida de su hábitat natural.